# 100 North Main
100 North Main – wieżowiec w Memphis, w stanie Tennessee, w Stanach Zjednoczonych, o wysokości 131 m. Budynek został otwarty w 1965 roku i posiada 37 kondygnacji.
W 2015 roku budynek został wpisany do National Register of Historic Places.